# Anschlagsversuche in Ludwigshafen 2016
Die Anschlagsversuche in Ludwigshafen waren zwei versuchte Sprengstoffanschläge am 26. November 2016 auf dem Weihnachtsmarkt und am 5. Dezember 2016 am Rathausplatz in Ludwigshafen am Rhein. In beiden Fällen kam der jeweilige Sprengsatz nicht zur Detonation. Als Verursacher ermittelt wurde ein erst zwölfjähriger Junge, der im Auftrag der Terrororganisation Islamischer Staat gehandelt haben soll.

## Tathergang
Am 26. November 2016 wurde auf dem Weihnachtsmarkt in Ludwigshafen ein selbstgebauter Sprengsatz aus Wunderkerzen und Feuerwerkskörpern gefunden, der mit Nägeln präpariert war. Der Zündmechanismus des Sprengsatzes war defekt, sodass es zu keiner Explosion gekommen war. Am 5. Dezember 2016 wurde am Rathausplatz ein Rucksack sichergestellt, der einen ähnlichen Sprengsatz enthielt.

## Ermittlungen und Folgen
Als tatverdächtig ermittelt wurde ein in Ludwigshafen geborener zwölfjähriger Junge mit deutschem und irakischem Pass. Wegen seines Alters zum Tatzeitpunkt ist er nach deutschem Recht nicht strafmündig. Er soll Anweisungen durch die Terrororganisation Islamischer Staat über den Smartphone-Kurzmitteilungsdienst Telegram erhalten haben. Niemals zuvor gab es in Deutschland einen so jungen mutmaßlichen Täter bei einer islamistischen Tat.
Der Anschlagsversuch ist nach Ansicht des Bundesamts für Verfassungsschutz ein Beispiel für neue Anwerbestrategien islamistischer Terroristen. Zum Schutze des Kindeswohls überließ die Staatsanwaltschaft Frankenthal den Fall dem Generalbundesanwalt. Der Junge befand sich ab Dezember 2016 zumindest für mehrere Monate in gesicherten Einrichtungen, lebte wegen seiner Strafunmündigkeit laut einer Pressebericht vom Januar 2018 inzwischen aber wieder bei seiner Familie. In einer anderen Pressepublikation vom April 2018 wurde berichtet, er lebe momentan in einer Sozialeinrichtung und würde von einem Psychotherapeuten betreut.
Im Jahr 2018 wurde der inzwischen 14-Jährige vom Wiener Landgericht als Zeuge im Prozess gegen einen 19-jährigen Österreicher albanischer Abstammung gehört, der ihn zu den Anschlagsversuchen angestiftet haben soll. Der Jugendliche versuchte dabei, den Angeklagten mit seiner Aussage zu entlasten. Das Gericht kam jedoch zu der Auffassung, dass der Angeklagte Drahtzieher in diesem und einem ähnlichen gelagerten Fall sei. Wegen versuchter Anstiftung zum Mord und Mitgliedschaft in der Terrormiliz IS wurde er zu einer neunjährigen Haftstrafe verurteilt. Im Jahr 2020 wurde bekannt, dass der als Anstifter Verurteilte aus der Haft heraus erneut einschlägige Aktivitäten unternommen hätte.
Auch als Konsequenz aus den Anschlagsversuchen wurden in den Folgejahren die Sicherheitsmaßnahmen in Ludwigshafen verschärft.

## Einschätzungen
Hans-Georg Maaßen, damaliger Präsident des Bundesamtes für Verfassungsschutz sagte zum Fall:

„Wir haben es hier mit dem Phänomen zu tun, dass Jugendliche radikalisiert werden oder Kinder radikalisiert werden. Und mit Ludwigshafen haben wir erlebt, dass auch Kinder missbraucht werden, kann man sagen, als Instrumente um Terroranschläge zu begehen.“

Peter R. Neumann, Direktor des „International Centre for the Study of Radicalisation“ am King’s College London, hielt es für denkbar, dass der Junge ähnlich wie bei anderen islamistischen Tätern der letzten Zeit wie der Messerattacke durch eine 15-Jährige in Hannover, beim Sprengstoffanschlag von Ansbach und beim Anschlag in einer Regionalbahn bei Würzburg am 18. Juli 2016 „über Messengerdienste in Echtzeit“ ferngesteuert worden sei.

## Berichterstattung
Neben deutschen Medien gab es auch international Berichte unter anderem in der The New York Times, im The Wall Street Journal und The Independent.